# Chrysops atrinus
Chrysops atrinus är en tvåvingeart som beskrevs av Wang 1986. Chrysops atrinus ingår i släktet Chrysops och familjen bromsar. Inga underarter finns listade i Catalogue of Life.